# The Mask (seriefigur)
The Mask började som en karaktär i ett antal serietidningar. Sedan gjordes det en film löst baserad på serien med Jim Carrey i huvudrollen, som i sin tur följdes av ett datorspel, en tecknad TV-serie och så småningom en uppföljare, Son of the Mask (2005). Det har även gjorts olika adaptioner av serien i serietidningsfom.

## Serietidningarna
Seriefiguren The Mask skapades av Mike Richardson, Randy Stradley och Mike Badger som The Masque i Dark Horse Presents #10, (1987), samt av John Arcudi och Doug Mahnke som The Mask i Mayhem #1 (1989), och dök upp i serier publicerade av Dark Horse Comics.
Serien handlar om en magisk mask som gör att alla som använder den blir omöjliga att skada och ger dem otroliga krafter, som bland annat att kunna producera objekt ur tomma luften. Men masken förändrar också deras personligheter och temperament till det sämre.